# Psitteuteles
Psitteuteles là một chi chim trong họ Psittacidae.